# Feliks Buski
Feliks Buski (poległ 19 lutego 1863 roku Krzywosądzem) – adiutant gen. Ludwika Mierosławskiego, dowódca oddziału w powstaniu styczniowym. 
Feliks Buski był podoficerem w oddziale kozaków generała Władysława Zamoyskiego, kapitan wojsk włoskich z wyprawy Giuseppe Garibaldiego.